# Emily Brydon

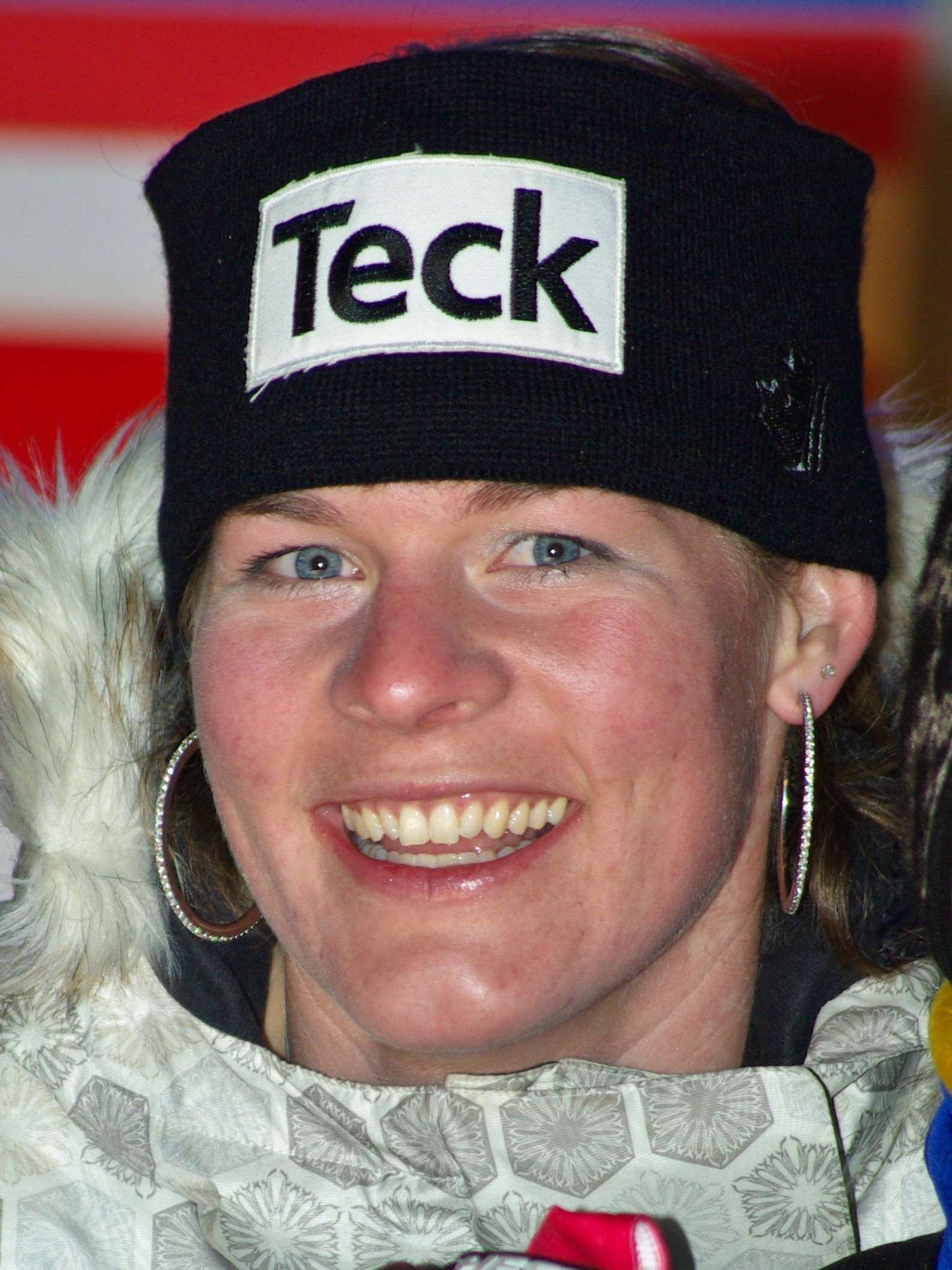
Emily Brydon (Altenmarkt-Zauchensee 2009)

Emily Brydon, född 27 april 1980 i Fernie i British Columbia, är en kanadensisk före detta alpin skidåkare.
Brydon är en utpräglad fartåkare och hennes (mars 2007) fyra pallplatser i världscupen är just i fartgrenarna. Brydon har deltagit i tre olympiska spel och hennes bästa resultat är en nionde plats i Super G-tävlingen vid OS i Turin. Hon tog sin första världscupseger i St. Moritz den 3 februari 2008 i Super-G.